# Johann Gottfried Teske
Johann Gottfried Teske (auch: Taeschke, Teschke; * 3. Mai 1704 in Königsberg; † 25. Mai 1772 ebenda) war ein deutscher Physiker.

## Leben
Teske studierte seit 1719 an der Universität Königsberg und wechselte an die Universität Halle, wo er am 27. Mai 1726 den akademischen Grad eines Magisters erwarb. An die Universität seiner Heimatstadt Königsberg am 10. August 1726 zurückgekehrt,  wurde er Lektor der Philosophie, 1728 außerordentlicher Professor der Logik und Metaphysik und 1729 ordentlicher Professor der Physik. 1733 ernannte man ihn zum samländischen Konsistorialrat. Er wurde auch Vizepräsident und Offizial am Konsistorium.
1760 erhielt er als Ehrenmitglied der Russischen Akademie der Wissenschaften eine Honorarprofessur an der Universität St. Petersburg. Teskes berühmtester Schüler war Immanuel Kant, den er als Mentor beim Erwerb des Magistergrades begleitete und bei seiner dazu angefertigten Schrift über das Feuer (De Igne) unterstützte. Teske, der der erste Physiker der Königsberger Universität war, befasste sich mit der Erforschung der Elektrizität. Er hatte sich auch an den organisatorischen Aufgaben der Königsberger Hochschule beteiligt. So war er Dekan der philosophischen Fakultät und im Sommersemester 1772 Rektor der Alma Mater.

## Werke
- Diss. de longitudine fixarum mutabili, latitudine immutabili. Königsberg
- Diss. de intellectu divino. Königsberg
- Diss. de igne ex chalybis silicisque collisione nascente. Königsberg
- Diss. de origine fontium. Königsberg
- Diss. de incomprehensibilitate Dei. Königsberg 1743
- Abhandlung von Electricität. neben zwei andern Abhandlungen gleichen Inhalts von der königl. Akademie der Wissenschaften in Berlin zum Druck befördert. 1745
- Neue Entdeckung verschiedener bisher noch unbekannter Wirkungen und Eigenschaften der Electricität. Königsberg 1746
- Diss. de phialis vitreis ab illabente minimo silice dissilientibus. Königsberg 1751
- Neue Versuche in Curirung der Zahnschmerzen, vermittelst des magnetischen Stahls. Königsberg 1765
- Anmerkung und Betrachtung über die ungewöhnliche Kälte im J. 1740. in den Königsberger Intelligenzblättern